# Список умерших в 937 году

## Январь
- 7 января — Елюй Туюй, китайский государственный деятель, наследник престола, правитель государства Дундань.

## Июнь
- 21 июня — Аббон, епископ Суассона (909—937), канцлер Западно-Франкского королевства (922—932).

## Июль
- 10 июля — Зигфрид I, граф Мерзебурга, «легат» Восточной Саксонской марки (936—937)[1].
- 11 июля — Рудольф II, король Верхней Бургундии (912—937), король Италии (922—926), король Нижней Бургундии и Арелата (933—937)[2].
- 14 июля — Арнульф, герцог Баварии (907—937) из династии Луитпольдингов[3].

## Дата смерти неизвестна или требует уточнения
- Давид II, царь картвелов и правитель Тао-Кларджети (923—937); эристави (897—923)[4].
- Эоган I, король Стратклайда (не позднее 934—937).